# Terremoto de Zenko-ji de 1847

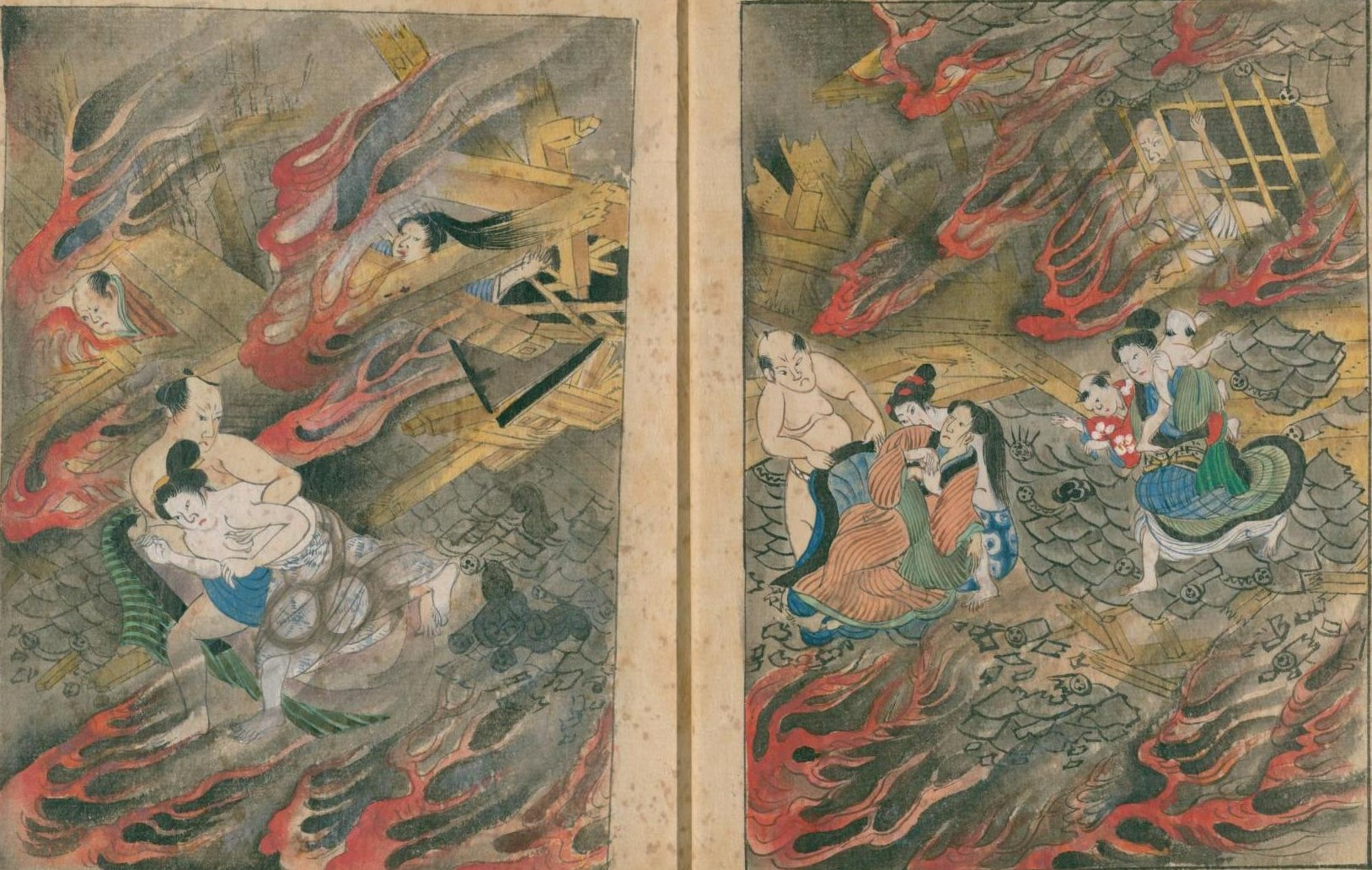
Terremoto de Zenko-ji

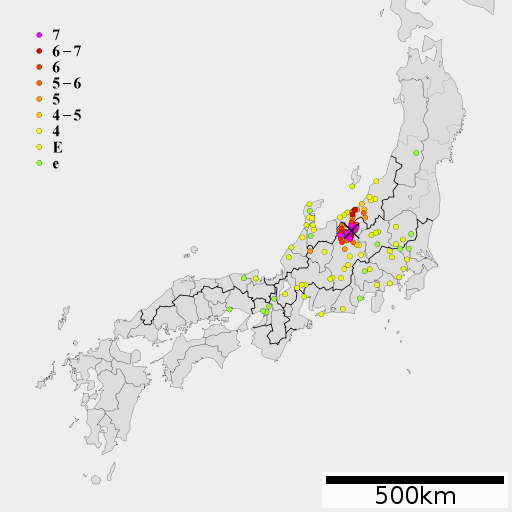
1847 Zenko-ji earthquake intensity

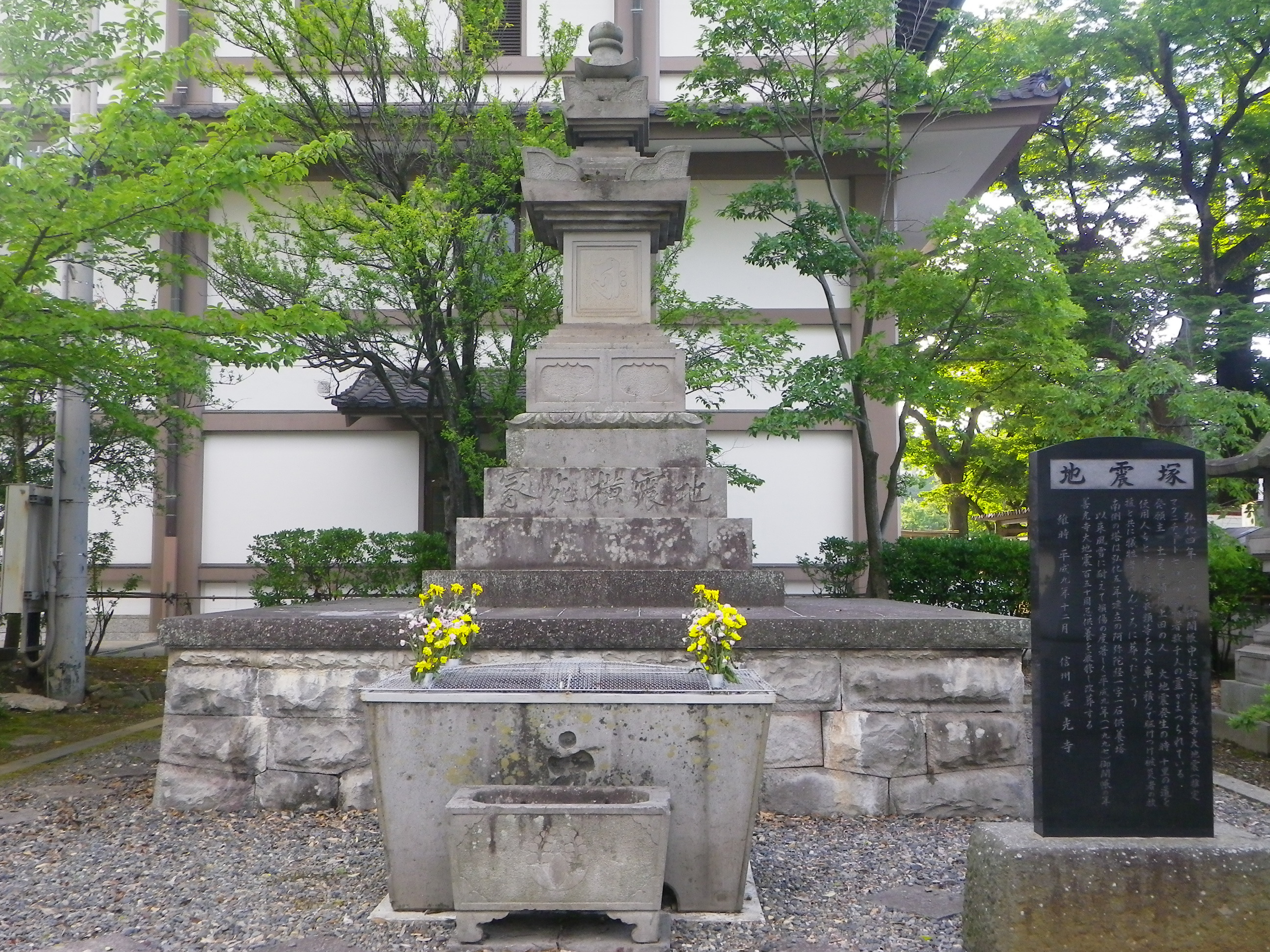
1847 Zenko-ji earthquake monument

Terremoto de Zenko-ji de 1847 (善光寺地震) es un gran terremoto ocurrido en Japón el 8 de mayo de 1847. El epicentro fue 36.7°N 138.2°E / 36.7, 138.2 (Directamente debajo de la actual ciudad de Nagano), La magnitud fue M7,4. Además del derrumbe de viviendas e incendios, los deslizamientos de tierra bloquearon el río con tierra y arena, que se rompió e inundó. El número de muertos alcanzó alrededor de 10.000.